# Ejdrup
Ejdrup er en landsby i det nordlige Himmerland med 50 indbyggere. Ejdrup er beliggende to kilometer vest for Vegger og 36 kilometer sydvest for Aalborg. Landsbyen hører under Aalborg Kommune og er beliggende i Ejdrup Sogn.
Bybilledet er præget af mange landejendomme. Hovedfærdselsåren i byen binder byen sammen. Der er få sideveje som primært føre til de omkringliggende gårde. Ejdrup Kirke ligger i landsbyens sydlige ende. 